# Palazzo dei Tribunali (Messina)
Il palazzo dei Tribunali nell'ex convento dei Teatini, anche casa teatina di S. Andrea Avellino, è stato un palazzo della città di Messina, opera di Antonio Basile, che venne distrutto dal terremoto del 1908.

## Architettura
Il disegno del palazzo fu fornito dell'architetto Domenico Martinelli, che lo mandò da Roma, avendone affidata la esecuzione all'architetto siciliano Antonio Basile. La casa teatina è stata fondata nel 1675 per disposizione testamentaria del Conte Pietro Maria Cibo-Tomasello.